# Ohlungen
Ohlungen (Ohlunge in alsaziano) è un comune francese di 1 309 abitanti situato nel dipartimento del Basso Reno nella regione del Grand Est.

## Società

### Evoluzione demografica
Abitanti censiti